# Deramas alixae
Deramas alixae är en fjärilsart som beskrevs av John Nevill Eliot 1978. Deramas alixae ingår i släktet Deramas och familjen juvelvingar. Inga underarter finns listade i Catalogue of Life.